# 2004
Het jaar 2004 is een jaartal volgens de christelijke jaartelling.

## Gebeurtenissen
- Rijsel en Genua zijn de culturele hoofdsteden van het jaar 2004.
- Aanhoudend geweld in Irak tussen opstandelingen (meestal moslimfundamentalisten en aanhangers van Saddam Hoessein) en het Amerikaanse leger en de door hen opgezette Iraakse politie. Meerdere buitenlanders worden ontvoerd, vaak om druk op hun regeringen uit te oefenen om zich uit Irak terug te trekken.
- Wereldwijd raken in 2004 meer dan 5 miljoen mensen besmet met het hiv. Een nieuw record, maar de Verenigde Naties gaan ervan uit, dat de epidemie zich pas in het beginstadium bevindt.

januari
- 4 - Micheil Saakasjvili wordt met ruim 96% van de stemmen gekozen tot president van Georgië, nadat Edoeard Sjevardnadze op 23 november 2003 af moest treden als gevolg van de Rozenrevolutie.
- 13 - Op het Terra College in Den Haag schiet de 16-jarige leerling Murat Demir conrector Hans van Wieren dood.
- 25 - Opportunity, het onbemande wagentje met fotoapparatuur,  landt op Mars.
- januari - De op een na hoogste woontoren van Nederland wordt opgeleverd in Tilburg, Westpoint.

februari
- 17 - Het hooggerechtshof van de staat Massachusetts bepaalt dat het homohuwelijk toegestaan moet worden. Ook in andere Amerikaanse staten vinden in 2004 acties voor en tegen het homohuwelijk plaats.
- 18 - In Iran komen ongeveer 320 mensen om bij een treinongeluk.
- 27 - In de Filipijnen komen 116 mensen om bij een bomaanslag op de veerboot Superferry 14. De aanslag wordt opgeëist door Abu Sayyaf en is de ergste terroristische aanslag in de Filipijnen ooit.
- 29 - President Jean-Bertrand Aristide van Haïti treedt af na hevige gevechten tussen rebellen en regeringstroepen.

maart
- 1 - 22 - In België wordt het proces tegen Marc Dutroux gehouden. Hij wordt veroordeeld tot levenslange gevangenisstraf plus 10 jaar Terbeschikkingstelling van de Regering.
- 11 - In Madrid vinden aanslagen plaats op vier treinen bij drie stations. Zie: Terroristische aanslagen in Madrid van 11 maart 2004.
- 14 - Bij de presidentsverkiezingen in Rusland wordt Vladimir Poetin herkozen.
- 22 - In Gaza stad wordt sjeik Ahmed Yassin, de oprichter en leider van Hamas, bij het verlaten van een moskee door Israëlische gevechtshelikopters met raketten onder vuur genomen en gedood.
- 29 - Estland, Letland, Litouwen, Slowakije, Slovenië, Roemenië en Bulgarije treden toe tot de NAVO.

april
- 17 - Hamas leider Abdel Aziz al-Rantissi wordt door de Israëli's geliquideerd. Diverse andere Hamasleiders volgen, terwijl Hamas zelf opnieuw terreuracties tegen Israël uitvoert.
- 24 - Griekse Cyprioten stemmen tegen hereniging met het Turkse Noord-Cyprus. In Noord-Cyprus stemt een meerderheid voor.

mei
- 1 - Tien landen (Estland, Letland, Litouwen, Polen, Tsjechië, Slowakije, Hongarije, Slovenië, Cyprus en Malta) treden toe tot de Europese Unie.
- 1 - Foto's van in de gevangenis Abu Ghraib door het Amerikaanse leger gemartelde gevangenen verschijnen in de media en zorgen voor opschudding.
- 1 - Fusie van de Samen op Weg-kerken in Nederland tot de Protestantse Kerk in Nederland. Ontstaan van de Hersteld Hervormde Kerk.
- 6 - De op 4 januari gekozen Georgische president Micheil Saakasjvili brengt het autonome landsdeel Adzjarië weer onder centraal gezag, nadat de leider van de regio, Aslan Abasjidze, naar Moskou vlucht. De partij van Abasjidze, de Unie voor Democratische Wedergeboorte, wordt opgeheven.
- 17 - Het Verdrag van Stockholm inzake persistente organische verontreinigende stoffen treedt in werking.
- 19 - In Nigeria worden de christelijke dorpen Bakin Ciyawa en Sabo Gida aangevallen door een groep gewapende islamitische strijders. 34 dorpelingen worden gedood. Een dag eerder was het dorpje Gidan Sabo aangevallen. Hierbij vallen 18 doden.
- 20 - De leider van de Tweede Intifada, Marwan Hasib Ibrahim Barghouti, wordt wegens vijfvoudige moord door een Israëlische rechtbank veroordeeld tot vijfmaal levenslang.

juni
- 8 - Venusovergang zichtbaar vanuit grote delen van de wereld.
- 14 - Dale Parker Anderson richt het Gay and Lesbian Kingdom of the Coral Sea Islands op.
- 18 - De Europese Raad van regeringsleiders bereikt in Dublin een akkoord over een grondwettelijk verdrag.
- 18 - Jan Pronk wordt benoemd tot Hoge Vertegenwoordiger van de Verenigde Naties in Khartoem om een oplossing te zoeken voor de oorlog in Darfoer.
- 21 - Eerste particuliere ruimtevaartvlucht, zie SpaceShipOne
- 28 - De Amerikaanse bezettingsmacht in Irak draagt na een jaar tussenbestuur de macht over aan een voorlopige regering onder Iyad Allawi.
- 28 - De Liberale Partij van Canada raakt na 11 jaar de absolute meerderheid in het Lagerhuis kwijt, maar de verwachte zware nederlaag blijft uit. Premier Paul Martin zal verder regeren met een minderheidskabinet.
- Voor het eerst wordt met een Onbemand luchtvaartuig een persoon geliquideerd. Op verzoek van het Pakistaanse leger wordt in het westelijk grensgebied de verzetsleider Nek Mohammed uitgeschakeld door een Amerikaanse drone.

juli
- 27 - Planetoïde (164216) 2004 OT11 wordt ontdekt.
- 30 - In Gellingen in de provincie Henegouwen ontploft een gasleiding op een industriegebied. Er vallen 24 doden. Zie gasexplosie Gellingen

augustus
- 1 - Bij een brand in een winkelcentrum in de Paraguayaanse hoofdstad Asunción komen meer dan 400 mensen om het leven en raken er nog eens 400 andere gewond.
- augustus - Het mahdi-leger van Muqtada al-Sadr bezet enige tijd de Imam Alimoskee in Najaf en leverde van daaruit slag met Amerikaanse soldaten. Na tussenkomst van Grootayatollah Ali al-Sistani wordt de bezetting beëindigd.
- 13 - 29 - Olympische Spelen in Athene.
- 25 - In het zuiden van Rusland storten twee vliegtuigen bijna gelijktijdig neer als gevolg van explosies aan boord. Twee Tsjetsjeense vrouwen blijken ongehinderd met de springstoffen aan boord te zijn gekomen. Er zijn 90 doden.

september
- 1 - 3 - In Beslan in de Russische deelrepubliek Noord-Ossetië wordt een basisschool gegijzeld. Bij de actie vallen 355 slachtoffers, onder wie veel jonge kinderen.
- 3 - De jonge zeehond Hannes, die is ontsnapt uit het Duitse Tierpark Nordhorn, wordt in de Overijsselse Vecht bij Dalfsen gevangen door medewerkers van de zeehondencrèche in het Groningse Pieterburen.
- 7 - De Indonesische mensenrechtenactivist Munir wordt op een vlucht van Garuda Indonesia tussen Jakarta en Amsterdam vergiftigd.
- 10 - Voor het eerst wordt een exoplaneet gefotografeerd. Planeet 2M1207b bevindt zich op 200 lichtjaren van de aarde in het sterrenbeeld Hydra.
- 20 - Susilo Bambang Yudhoyono wint de presidentsverkiezingen in Indonesië.
- 22 - De sociale netwerksite Hyves gaat van start.
- september - Vredesonderhandelingen in het conflict in de Soedanese provincie Darfoer mislukken.
- september - Iran verwerpt de oproep van het internationale atoomenergie agentschap IAEA om te stoppen met het produceren van verrijkt uranium. Later wordt, onder Amerikaanse druk, alsnog een tijdelijke stopzetting beloofd.

oktober
- 2 - Naar schatting demonstreren ruim 200.000 mensen in Amsterdam tegen de plannen van de regering. De demonstratie is georganiseerd door het platform Keer het Tij en "Nederland verdient beter".
- 9 - Hamid Karzai wint de eerste rechtstreekse presidentsverkiezingen in Afghanistan.
- 10 - Erik Dekker wint de wielerklassieker Parijs-Tours.
- 25 - Tak Bai-incident: In de zuidelijke provincie Narathiwat van Thailand komen bij ongeregeldheden 85 mensen om het leven. Moslims voeren actie tegen hun vermeende achterstelling.
- 27 - Officiële uitgave van de Nieuwe Bijbelvertaling (NBV) door de belangrijkste Nederlandse kerkgenootschappen.
- 27 - De Boston Red Sox winnen voor het eerst sinds 1918 de World Series.

november
- 2 - Filmregisseur Theo van Gogh wordt in Amsterdam vermoord door de moslim-extremist Mohammed Bouyeri. De Syriër Redouan al-Issar, geestelijk leider van de Hofstadgroep verlaat op een vals paspoort Nederland.
- 2 - Presidentsverkiezingen in de Verenigde Staten. De zittende Republikeinse president George W. Bush haalt zowel de meeste stemmen als de meeste kiesmannen binnen en verslaat daarmee zijn Democratische rivaal John Kerry.
- 10 - Het duurt een hele dag alvorens een aantal islamitische personen die worden verdacht van het voorbereiden van terroristische aanslagen, in een huis in Den Haag waar ze zich hebben verschanst door de politie kunnen worden aangehouden. Hierbij vallen enige schoten en wordt er door de verdachten een granaat afgeworpen; er zijn enkele gewonden. (zie: Politie-inval in Laakkwartier in Den Haag)
- 14 - De Vlaamse partij Vlaams Blok heft zichzelf op, en gaat met wijzigingen door als de nieuwe partij Vlaams Belang.
- 17 - Hella Haasse ontvangt de Prijs der Nederlandse Letteren.
- 18 - Een nieuwe jachtwet verbiedt in het Verenigd Koninkrijk de vossenjacht, wat op het platteland de gemoederen flink verhit.
- 20 - Het tweede Junior Eurovisiesongfestival wordt gehouden in Lillehammer in Noorwegen. De winnares is María Isabel met Antes Muerta Que Sencilla met 171 punten uit Spanje.
- 20 - Het Angolees voetbalelftal wint de achtste editie van de COSAFA Cup door in de finale Zambia na strafschoppen te verslaan.
- 21 - Eerste uitzending van Boer zoekt vrouw.
- 22 - De nieuwe Europese Commissie onder José Manuel Barroso treedt aan.
- 23 - World of Warcraft wordt uitgebracht door Blizzard Entertainment in Noord-Amerika, Australië en Nieuw-Zeeland en is beschikbaar op PC- en Apple Macintosh-systemen. De eerste 24 uur werd het spel 240.000 keer verkocht, wat een record was voor een computerspel.
- 23 - De presidentsverkiezingen in Oekraïne worden gewonnen door zittend premier Viktor Janoekovytsj. Na beschuldigingen van grootschalige verkiezingsfraude door aanhangers van zijn opponent Viktor Joesjtsjenko, worden er voor 26 december nieuwe verkiezingen uitgeschreven, die door Joesjtsjenko worden gewonnen.

december
- 9 - In België wordt de Belgische corporate governance code ofwel de Code-Lippens gepubliceerd.
- 17 - Turkije en de Europese Unie bereiken een akkoord over het begin van toetredingsonderhandelingen.
- 26 - Bij een zware aardbeving in de Indische Oceaan, gevolgd door een tsunami, komen in Zuidoost-Azië ruim 200.000 mensen om het leven. Indonesië, India, Sri Lanka en Thailand zijn ernstig getroffen.

## Muziek

### Klassieke muziek
- 21 januari: eerste uitvoering van On the crest of waves van Uljas Pulkkis
- 22 januari: eerste uitvoering van Symfonie nr. 7 van Pehr Henrik Nordgren
- 29 januari: eerste uitvoering van Marie Victoire van Ottorino Respighi
- 17 februari: eerste uitvoering van Ebony fantasies van Leonardo Balada
- 27 maart: eerste uitvoering van Dantesymfonie nr. 4 van Boris Tisjtsjenko
- 5 mei: eerste uitvoering van L'Abbé Agathon van Arvo Pärt
- 1 juli: eerste uitvoering van Da pacem Domine van Arvo Pärt
- 13 augustus: eerste uitvoering van Prague sinfonietta van Leonardo Balada
- 1 september: eerste uitvoering van Dolce tormento van Kaija Saariaho
- 4 december: eerste uitvoering van de Eerste symfonie van Jonathan Leshnoff

## Beeldende kunst

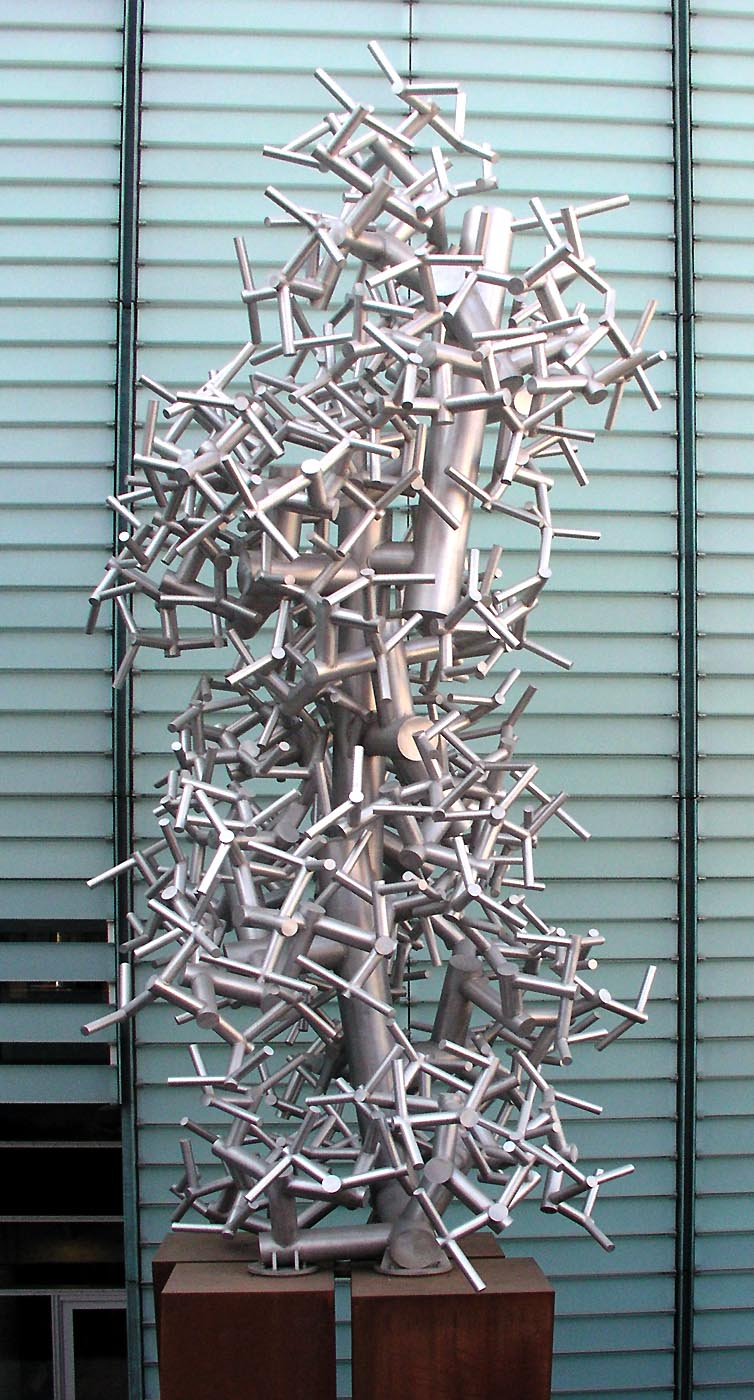
Espace Fractal (2004) Jean-Pierre Morin, Grande Bibliothèque, Montreal
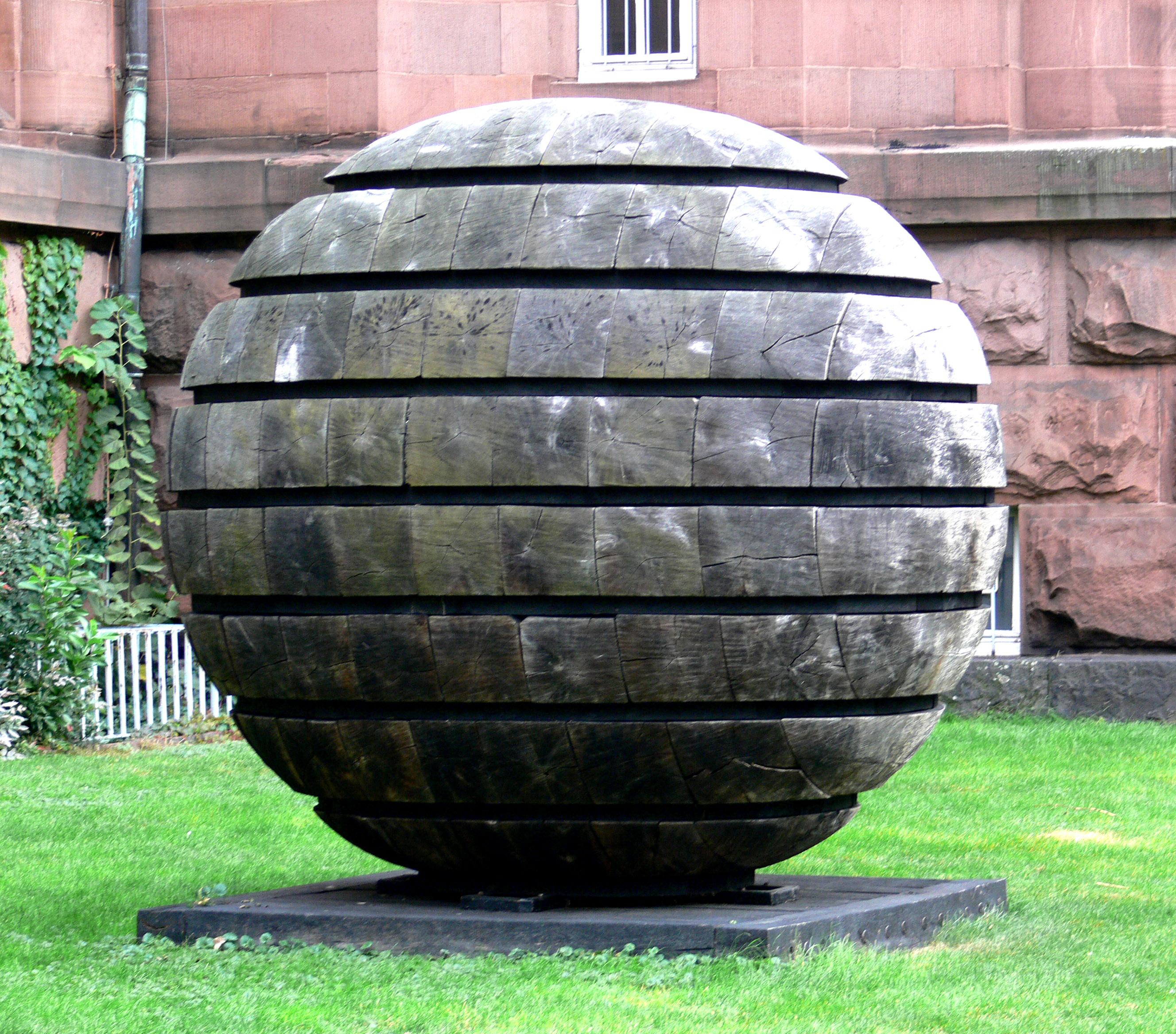
Large Sphere (2004) David Nash, Beeldenpark Kunsthalle Mannheim

## Bouwkunst
- De Public Library van Seattle, ontworpen door de Nederlandse architect Rem Koolhaas komt gereed
- Het kantoorgebouw 30 St Mary Axe, Londen van de architect Sir Norman Foster komt gereed

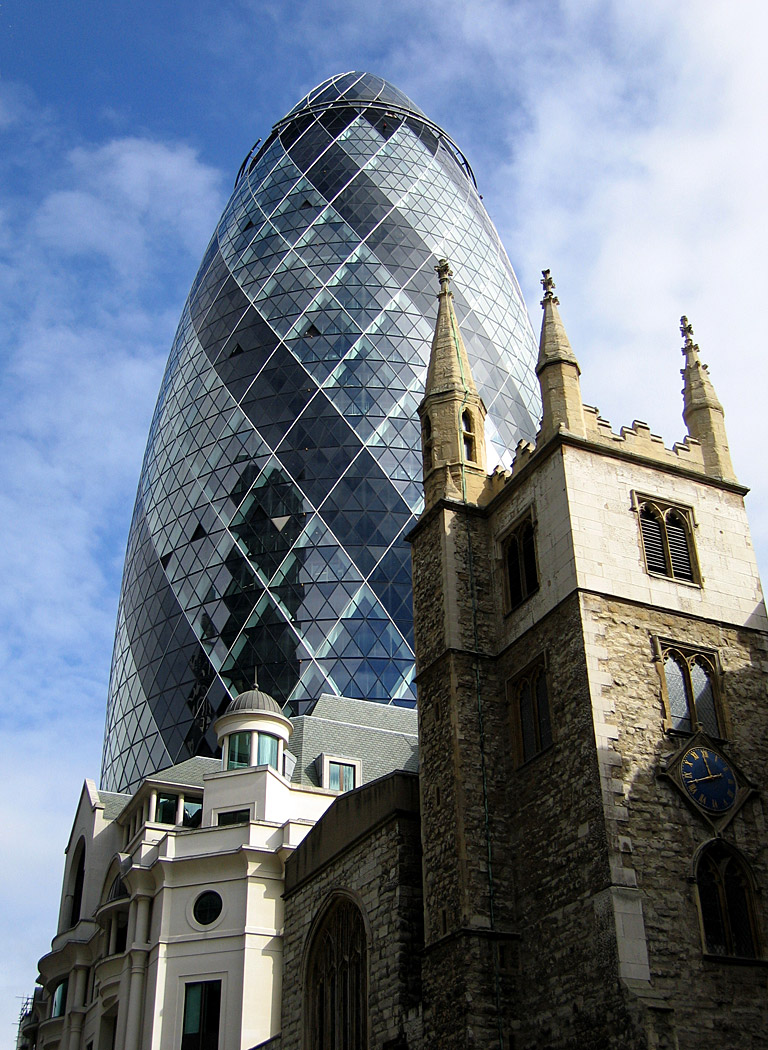
30 St Mary Axe Londen Foster + Partners
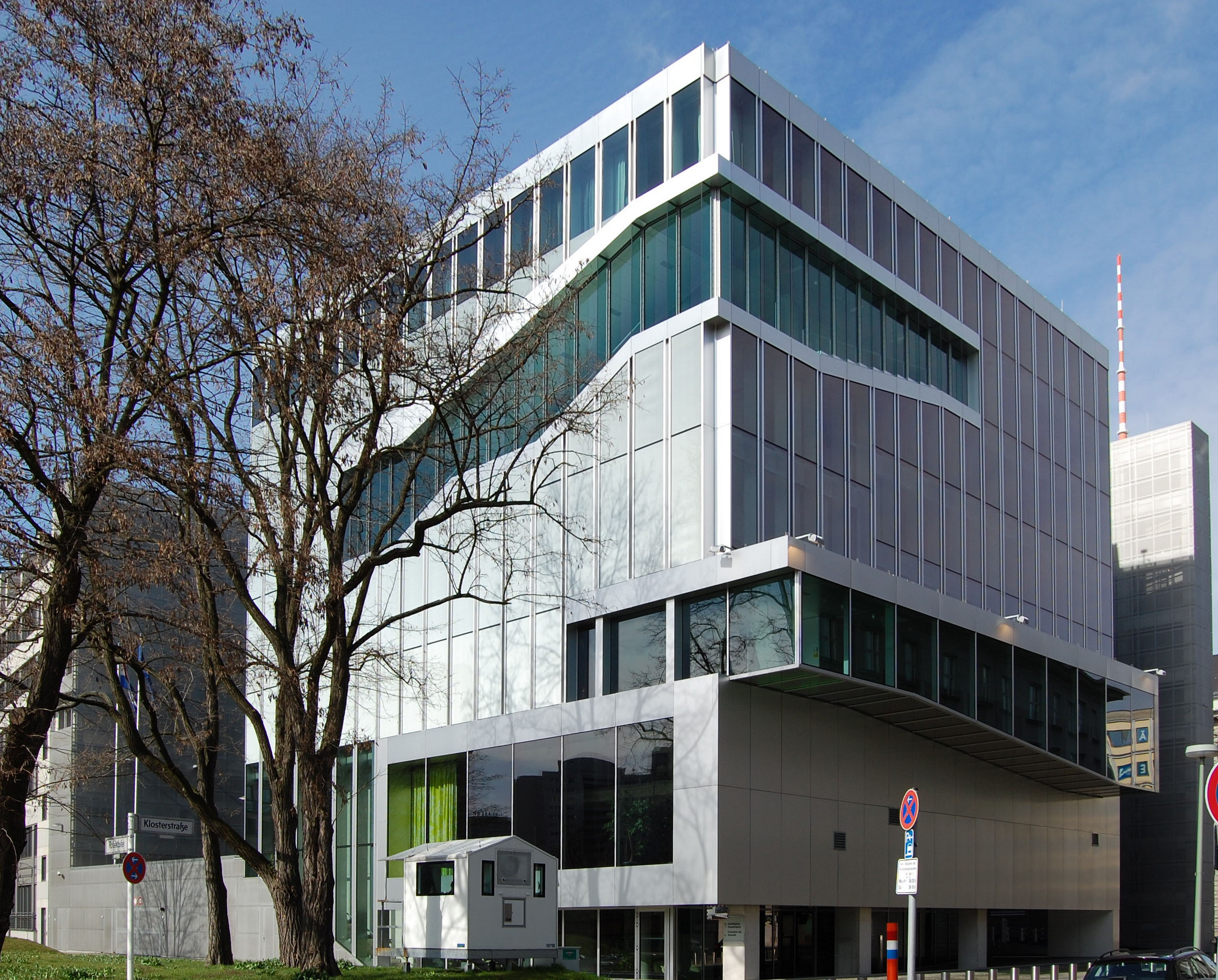
Nederlandse ambassade in Berlijn, Rem Koolhaas
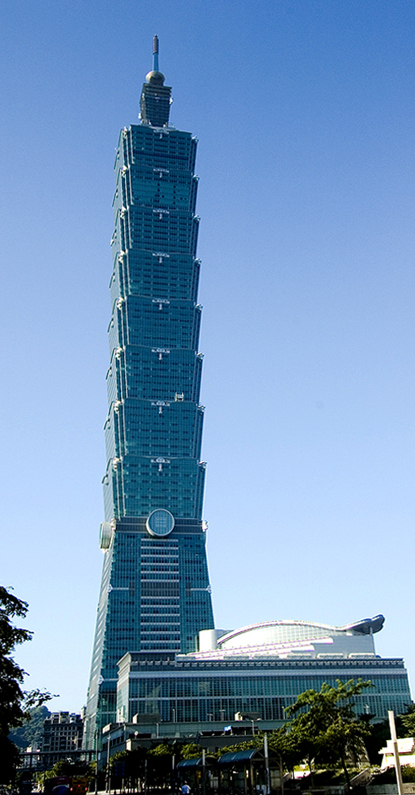
Taipei 101, Taiwan (2004) C.Y. Lee & Partners

## Geboren

### Januari
- 1 - Román Vega, Argentijns voetballer
- 3 - Miha Fontaine, Canadees freestyleskiër
- 4 - Carlos Baleba, Kameroens voetballer
- 4 - Peyton Kennedy, Canadees actrice
- 4 - Fleur Stoit, Nederlands voetbalster
- 6 - Mila Lagcher, Nederlands voetbalster
- 6 - Doriane Pin, Frans autocoureur
- 7 - Mustafa Ayyorkun, Turks wielrenner (overleden 2025)
- 7 - Isaac Cooper, Australisch zwemmer
- 7 - Alexandria Loutitt, Canadees schansspringster
- 10 - Nnamdi Collins, Duits-Nigeriaans voetballer
- 12 - Javier Sagrera, Spaans autocoureur
- 13 - Max van der Meulen, Nederlands wielrenner
- 15 - Roberto Faria, Braziliaans autocoureur
- 15 - Grace VanderWaal, Amerikaans zangeres
- 19 - Dino Beganovic, Zweeds-Bosnisch autocoureur
- 21 - Ingrid Alexandra, Noors prinses
- 22 - Jenning de Boo, Nederlands langebaanschaatser
- 23 - Ilvy Zijp, Nederlands voetbalster
- 24 - Justyna Czapla, Duits wielrenster
- 26 - Tijmen van der Helm, Nederlands autocoureur
- 26 - Santiago Ramos, Mexicaans autocoureur
- 26 - Andrea Raccagni Noviero, Italiaans wielrenner
- 27 - Quinn en Aaron Bezemer, Nederlands acteurs
- 28 - Daniël Beukers, Nederlands voetballer
- 29 - Erriyon Knighton, Amerikaans atleet
- 30 - Artem Shmidt, Amerikaans wielrenner
- 31 - Djaoui Cissé, Frans-Malinees voetballer

### Februari

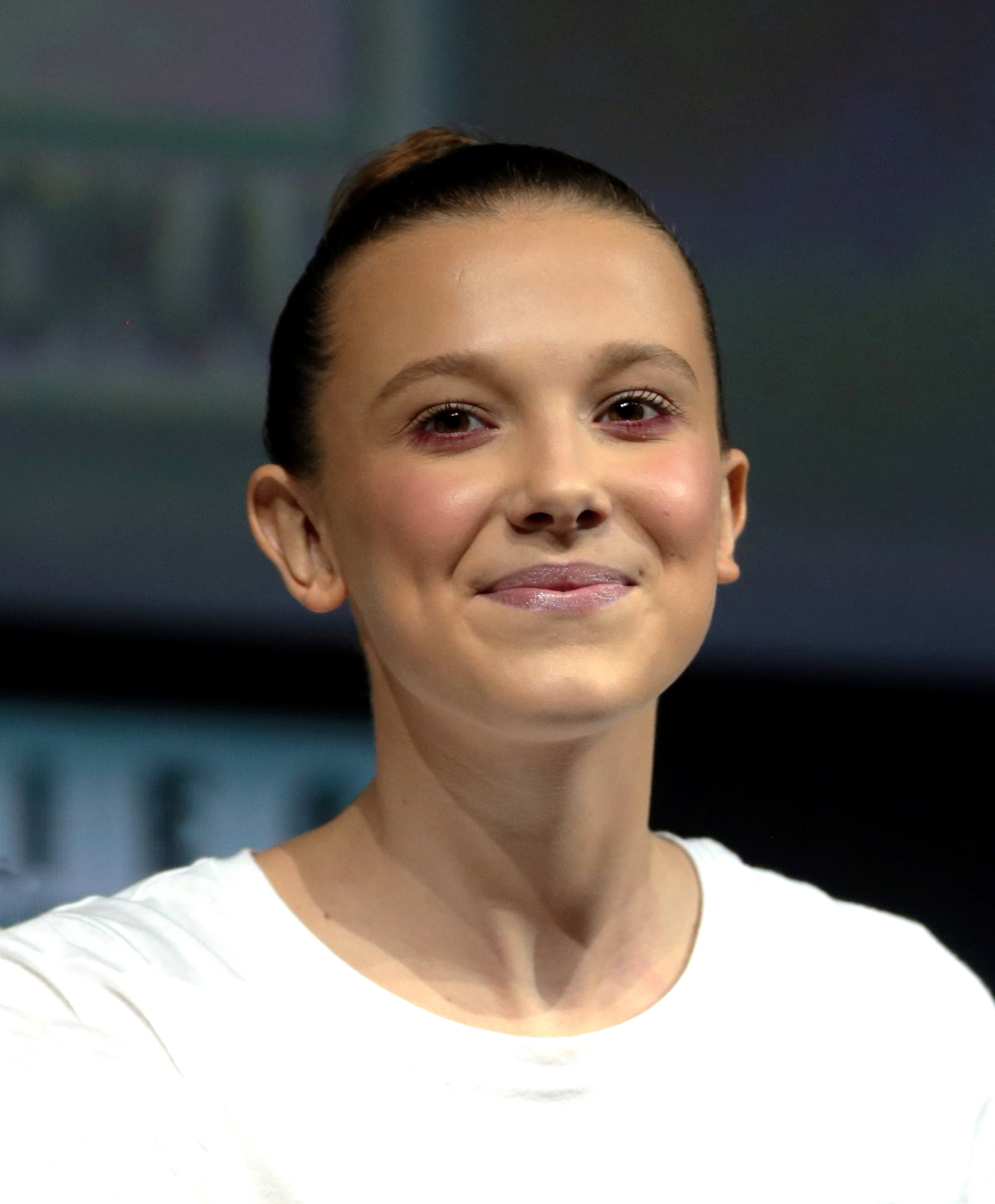
Millie Bobby Brown,
geboren op 19 februari

- 3 - Livano Comenencia, Nederlands-Curaçaos voetballer
- 3 - Scoot Henderson, Amerikaans basketballer
- 4 - Paul Aron, Estisch autocoureur
- 6 - Louise Sophie Mary, Belgisch prinses
- 6 - Adam Wharton, Engels voetballer
- 9 - Rosa van Gool, Nederlands voetbalster
- 9 - Timo Zaal, Nederlands voetballer
- 11 - Thiniba Samoura, Frans voetbalster
- 13 - Jonny Edgar, Brits autocoureur
- 17 - Zach Booth, Amerikaans voetballer
- 18 - Ally Sentnor, Amerikaans voetbalster
- 18 - Su Yiming, Chinees snowboarder
- 19 - Kawtar Aït Omar, Marokkaans-Nederlands voetbalster
- 19 - Millie Bobby Brown, Engelse actrice
- 20 - Karlijn Helsen, Belgisch voetbalster
- 22 - Ibai Azanza, Spaans wielrenner
- 23 - Lois Beekhuizen, Nederlandse actrice en zangeres
- 23 - Donovan Clingan, Amerikaans basketballer
- 24 - Rayan Boulahoite, Frans wielrenner
- 25 - Roman Staněk, Tsjechisch autocoureur
- 28 - Malwina Mul, Pools wielrenster
- 29 - Lydia Jacoby, Amerikaans zwemster
- 29 - Abduqodir Xusanov, Oezbeeks voetballer

### Maart
- 2 - Evy Poppe, Belgisch snowboarder
- 2 - Sven Simons, Nederlands voetballer
- 3 - Emilia Pelgander, Zweeds voetbalster
- 4 - Roman Biliński, Pools-Brits autocoureur
- 8 - Francesco Simonazzi, Italiaans autocoureur
- 13 - Cori (Coco) Gauff, Amerikaans tennisster
- 14 - Lena Mahieu, Nederlands voetbalster
- 15 - Clara Fröhlich, Duits voetbalster
- 16 - Jill van den Ende, Nederlands voetbalster
- 16 - Isa Grimmius, Nederlands voetbalster
- 20 - Yentl Meijer, Nederlands actrice
- 21 - Tori DellaPeruta, Italiaans voetbalster
- 21 - Audrey Jacobs, Nederlands atlete
- 21 - Karim Konaté, Ivoriaans voetballer
- 21 - Claus-Casimir van Oranje-Nassau van Amsberg, Nederlands prins
- 22 - Noa Jacobus, Nederlands actrice
- 23 - Smilla Vallotto, Zwitsers voetbalster
- 24 - Romain Lahure, Belgisch voetballer
- 26 - Michael Leonard, Canadees wielrenner
- 27 - Amira Willighagen, Nederlands operazangeres
- 28 - Anna Sjtsjerbakova, Russisch kunstschaatsster
- 30 - Rozemarijn Alderden, Nederlands handbalster
- 30 - Manar Maged, Egyptisch meisje met twee hoofden (overleden 2006)
- 30 - Richie Omorowa, Zweeds-Ivoriaans voetballer

### April
- 1 - Matheus França, Braziliaans voetballer
- 1 - Oscar Gloukh, Israëlisch voetballer
- 1 - David Haverdings, Nederlands veldrijder
- 1 - Silje Stockmar, Deens voetbalster
- 2 - Mingus Claessen, Nederlands acteur
- 2 - Mollie O'Callaghan, Australisch zwemster
- 9 - Philip Brittijn, Nederlands voetballer
- 12 - Wilma Aintila, Fins wielrenster
- 12 - Sophie Nachtigall, Duits voetbalster
- 13 - Mari Boya, Spaans autocoureur
- 13 - Halvor Dolven, Noors wielrenner
- 16 - Julie Jorde, Noors voetbalster
- 19 - Marije ten Brinke, Nederlands volleybalster
- 21 - Nil Gimeno, Spaans wielrenner
- 21 - Mare Westerink, Nederlands voetbalster
- 23 - Diogo Moreira, Braziliaans motorcoureur
- 24 - Joni Paliama, Nederlands voetbalster
- 24 - Noa de Vos, Nederlands volleybalster
- 26 - Elmar Abma, Nederlands wielrenner
- 27 - Anne van Egmond, Nederlands voetbalster
- 28 - Oona Sevenius, Fins voetbalster
- 30 - Jaïr Faria, Nederlands singer-songwriter

### Mei
- 1 - Thibaud Gruel, Frans wielrenner
- 3 - Aleksandar Pavlović, Duits-Servisch voetballer
- 3 - Andrey Santos, Braziliaans voetballer
- 5 - Nayomi Buikema, Nederlands voetbalster
- 5 - Samu Omorodion, Spaans-Nigeriaans voetballer
- 11 - Victor Hugo, Braziliaans voetballer
- 12 - Mateo Chávez, Mexicaans voetballer
- 14 - Mia Carragher, Brits actrice
- 21 - Jordan Stolz, Amerikaans schaatser
- 22 - Lorenzo Conforti, Italiaans wielrenner
- 24 - Sami Meguetounif, Frans autocoureur
- 25 - Pedro Acosta, Spaans motorcoureur
- 27 - You Young, Zuid-Koreaans kunstschaatsster
- 31 - Brajan Gruda, Duits-Albanees voetballer

### Juni
- 1 - Taylor Barnard, Brits autocoureur
- 1 - Reda Belahyane, Marokkaans-Frans voetballer
- 1 - Jonathan Guatibonza, Colombiaans wielrenner
- 4 - Janne Verbakel, Nederlands voetbalster
- 6 - Ted Rooijendijk, Nederlands voetbalster
- 8 - Francesca Capaldi, Amerikaanse actrice
- 8 - Kamar Laamouz, Tunesisch-Nederlands voetbalster
- 9 - Sandro Holzem, Duits autocoureur
- 10 - Wouter Goes, Nederlands voetballer
- 14 - Chloe Chambers, Amerikaans autocoureur
- 16 - Nicole van de Vosse, Nederlands volleybalster
- 18 - Devin Haen, Nederlands voetballer
- 18 - Cathinka Tandberg, Noors voetbalster
- 23 - Anouk de Groot, Nederlands voetbalster
- 23 - Aleksandra Troesova, Russisch kunstschaatsster
- 25 - Fauve Bastiaenssen, Belgisch wielrenster
- 25 - Lou Bogaert, Frans voetbalster
- 25 - Robbe Dhondt, Belgisch wielrenner
- 27 - Teyah Goldie, Engels voetbalster
- 27 - Khiara Keating, Engels voetbalster
- 28 - Kévin Danois, Frans-Guadeloups voetballer
- 28 - Franculino Djú, Guinee-Bissaus-Portugees voetballer
- 28 - Izan Guevara, Spaans motorcoureur
- 30 - Claire Curzan, Amerikaans zwemster

### Juli
- 1 - Alejandro Garnacho, Argentijns-Spaans voetballer
- 2 - Rome-Jayden Owusu-Oduro, Nederlands-Ghanees voetballer
- 4 - Nikki Vrij, Nederlands voetbalster
- 10 - Michael Kayode, Italiaans-Nigeriaans voetballer
- 12 - Hugo de la Calle, Spaans wielrenner
- 12 - Vojtěch Kmínek, Tsjechisch wielrenner
- 14 - Hugo Deenen, Nederlands voetballer
- 17 - Jet Kok, Nederlands volleybalster
- 18 - Tommy van Lent, Nederlands acteur
- 20 - Bjoern Koerdt, Brits wielrenner
- 23 - Noah Hobbs, Brits wielrenner
- 23 - Luca Marianucci, Italiaans voetballer
- 26 - Dilano van 't Hoff, Nederlands autocoureur (overleden 2023)
- 31 - Chiara D'Angelo, Oostenrijks voetbalster

### Augustus
- 4 - Iván Ortolá, Spaans motorcoureur
- 5 - Olivia Smith, Canadees voetbalster
- 8 - Sofie Zdebel, Duits voetbalster
- 9 - Muhlis Dağaşan, Turks-Nederlands voetballer
- 10 - Lisa Vaelen, Belgisch turnster
- 14 - Janna van Kooten, Nederlands zwemster
- 15 - Solbjørk Minke Anderson, Deens wielrenster
- 16 - Kai Owens, Amerikaans freestyleskiester
- 17 - Lola Moolhuijzen, Nederlands waterpolospeelster
- 18 - Mirre Knaven, Nederlands wielrenster
- 20 - Tom Di Maria, Belgisch basketballer
- 22 - Cristian D, Nederlands rapper
- 23 - Frederick Lubin, Brits autocoureur
- 23 - Michael Shin, Zuid-Koreaans autocoureur
- 27 - Jikke de Raaff, Nederlands voetbalster
- 29 - Orri Óskarsson, IJslands voetballer
- 30 - Sanne Konijnenberg, Nederlands volleybalster
- 31 - Diána Németh, Hongaars voetbalster

### September
- 1 - Ellen Wangerheim, Zweeds voetbalster
- 2 - Reece Gold, Amerikaans autocoureur
- 3 - Léandre Lozouet, Frans wielrenner
- 4 - Kota Takai, Japans voetballer
- 6 - Melween N'Dongala, Frans voetbalster
- 9 - Jorg Schreuders, Nederlands voetballer
- 13 - Emma Pijnenburg, Nieuw-Zeelands voetbalster
- 15 - David Popovici, Roemeens zwemmer
- 16 - Sædís Rún Heiðarsdóttir, IJslands voetbalster
- 17 - Noa Isidore, Frans wielrenner
- 21 - Isa Colin, Nederlands voetbalster
- 21 - Safia Middleton-Patel, Welsh voetbalster
- 24 - Zoe Bäckstedt, Britse veldrijdster
- 27 - Chiara Beccari, Italiaans voetbalster
- 27 - João Neves, Portugees voetballer
- 28 - Iván Fresneda, Spaans voetballer
- 28 - Isack Hadjar, Frans-Algerijns autocoureur
- 29 - Jeyland Mitchell, Costa Ricaans voetballer

### Oktober

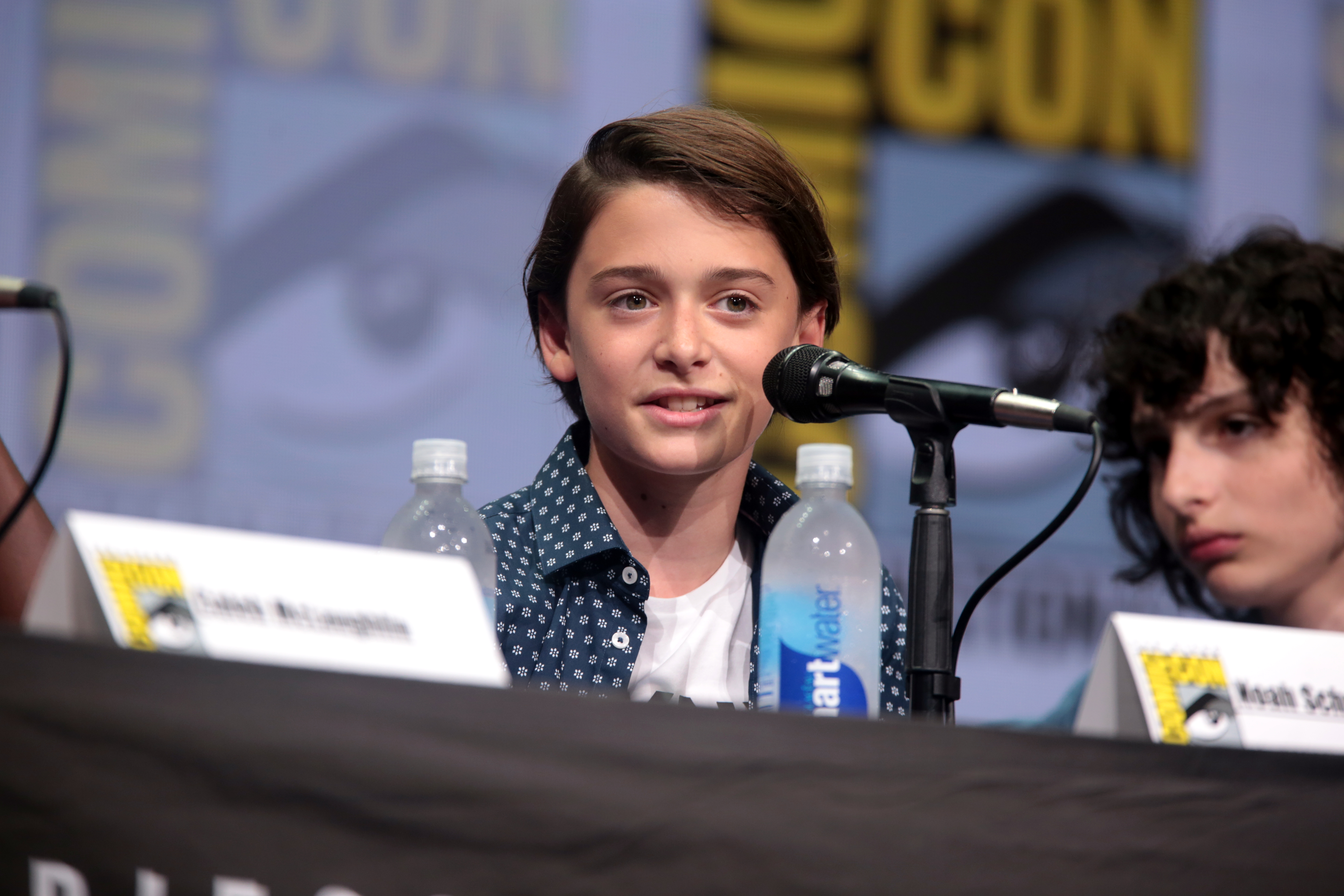
Noah Schnapp,
geboren op 3 oktober

- 1 - Martina Fernández, Spaans voetbalster
- 2 - Sami Ouaissa, Nederlands-Marokkaans voetballer
- 3 - Noah Schnapp, Amerikaanse acteur
- 3 -  Jessica Gadirova, Brits gymnast
- 3 - Jennifer Gadirova, Brits gymnast
- 7 - Marion Bunel, Frans wielrenster
- 9 - Madelief Broos, Nederlands actrice
- 9 - Zdeněk Chovanec, Tsjechisch-Venezolaans autocoureur
- 9 - Kyffin Simpson, Amerikaans-Barbadiaans autocoureur
- 14 - Gabriel Bortoleto, Braziliaans autocoureur
- 14 - Lewis Bower, Nieuw-Zeelands wielrenner
- 14 - Oliver Goethe, Deens-Duits autocoureur
- 15 - Anri Kawamura, Japans freestyleskiester
- 19 - Jaydon Banel, Nederlands voetballer
- 19 - Evan Ferguson, Iers voetballer
- 22 - Pieter Gabriel, Nederlands dj en producer
- 24 - Franziska Kett, Duits voetbalster
- 25 - José Garfias, Mexicaans autocoureur
- 26 - Patrick Dorgu, Deens-Nigeriaans voetballer
- 26 - Josefine Osigus, Duits voetbalster
- 30 - Jet van Beijeren, Nederlands voetbalster
- 31 - Aaron Zehnter, Duits voetballer

### November
- 2 - Iris Teijema, Nederlands voetbalster
- 6 - Gina Viehoff, Nederlands voetbalster
- 7 - Kokomo Murase, Japans snowboardster
- 8 - Menno Huising, Nederlands wielrenner
- 8 - Nolan Siegel, Amerikaans autocoureur
- 8 - Jenske Steenwijk, Nederlands voetbalster
- 8 - Robbin Weijenberg, Nederlands voetballer
- 10 - Matilda Nildén, Zweeds voetbalster
- 11 - Rowan Besselink, Nederlands voetballer
- 12 - Francesco Pizzi, Italiaans autocoureur
- 12 - Milou van Wijk, Nederlands zwemster
- 14 - Shi-Jona Martina, Nederlands voetbalster
- 14 - Alberte Vingum, Deens voetbalster
- 16 - Jack Champion, Amerikaans acteur
- 16 - Tim Tramnitz, Duits autocoureur
- 21 - Juan Martínez, Colombiaans wielrenner
- 25 - Bibi Arts, Nederlands shorttrackster
- 27 - Thijs Overpelt, Nederlands musicalacteur en stemacteur
- 29 - Mihailo Ivanović, Servisch-Kroatisch voetballer
- 29 - Ibrahim Osman, Ghanees voetballer

### December
- 3 - Leonardo Fornaroli, Italiaans autocoureur
- 3 - Henrik Pedersen, Deens wielrenner
- 6 - Fiene Bussman, Nederlands voetbalster
- 9 - Nico Parker, Brits actrice
- 11 - Noa Man, Nederlands freerunner en traceur
- 13 - Joshua Dufek, Oostenrijks-Zwitsers autocoureur
- 14 - Annika Wedderkopp, Deens zangeres en actrice
- 15 - Ricardo Escotto, Mexicaans autocoureur
- 17 - Ksawery Masiuk, Pools zwemmer
- 18 - Theo Oeverhaus, Duits autocoureur
- 18 - Inês Silva, Portugees voetbalster
- 21 - Noel León, Mexicaans autocoureur
- 21 - Diego Pescador, Colombiaans wielrenner
- 23 - Facundo Buonanotte, Argentijns-Italiaans voetballer
- 30 - Lyliana Wray, Amerikaans actrice
- 31 - Maria Sur, Oekraïens zangeres

### Datum onbekend
- Bo Bragason, Brits actrice
- Leona Preuß, Duits zangeres
- Senna Willems, Nederlands zangeres
- Dior, Nederlands rapper

## Weerextremen in België
- 19 januari: hoogste etmaalsom van de neerslag ooit op deze dag: 19 mm.
- januari:  natste maand januari ooit, met 2,5 keer de normale hoeveelheid neerslag: 153,8 mm (normaal 64,7 mm).
- 3 februari: hoogste etmaalgemiddelde temperatuur ooit op deze dag: 12,9 °C en hoogste maximumtemperatuur: 15,5 °C.
- 4 februari: hoogste etmaalgemiddelde temperatuur ooit op deze dag: 14,7 °C en hoogste maximumtemperatuur: 16,7 °C.
- 5 februari: hoogste etmaalgemiddelde temperatuur ooit op deze dag: 13,5 °C en hoogste maximumtemperatuur: 14,7 °C.
- 6 februari: hoogste etmaalgemiddelde temperatuur ooit op deze dag: 12,7 °C en hoogste maximumtemperatuur: 14,7 °C.
- 17 maart: hoogste etmaalgemiddelde temperatuur ooit op deze dag: 15,2 °C.
- 31 maart: hoogste maximumtemperatuur ooit op deze dag: 20,7 °C.
- 1 april: hoogste etmaalgemiddelde temperatuur ooit op deze dag: 15,8 °C.
- 24 september: hoogste etmaalsom van de neerslag ooit op deze dag: 25 mm.
- 23 oktober: hoogste maximumtemperatuur ooit op deze dag: 19,7 °C.
- 24 oktober: hoogste etmaalgemiddelde temperatuur ooit op deze dag: 18 °C.
- 19 november: hoogste etmaalsom van de neerslag ooit op deze dag: 24 mm.
- december: december met laagste gemiddelde windsnelheid: 2,7 m/s (normaal 4 m/s).

Bron: KMI Gegevens Ukkel 1901-2003 met aanvullingen 